# دی‌فلوبنزورون
دی‌فلوبنزورون (به انگلیسی: Diflubenzuron) یک ترکیب شیمیایی با شناسه پاب‌کم ۳۷۱۲۳ است. 